# Axel Martinius Erichsen
Axel Martinius Erichsen (* 18. Januar 1883; † 22. März 1965) war ein norwegischer Schachspieler.

## Leben
Axel Martinius Erichsen wuchs im südnorwegischen Drammen auf. Sein Vater, ein Schneider, stammte aus dem schwedischen Dalsland, seine Mutter, die aus Modum stammte, verstarb, als Axel Martinius acht Monate alt war. Nach dem Schulbesuch arbeitete er als Büroangestellter und wurde Buchhalter in Oslo. Zu seinen Hobbys gehörte das Zeichnen.

## Schach
Mit dem Schachspielen begann er 1904. Zum Schach brachte ihn der Fotograf Hans Christoffer Christoffersen, mit dem er befreundet war, und der in Drammen einen Schachverein gründete, in dem Erichsen ab 1905 1. Sekretär war. Christoffersen sollte später die norwegischen Einzelmeisterschaften 1926, 1929 und 1936 gewinnen. Axel Martinius Erichsen gelang dies vorher, und zwar 1922 in Christiania beim 7. norwegischen Schachkongreß. Er spielte zu dieser Zeit für die Christiania Schakselskab (Oslo hieß bis 1924 Christiania), der er 1917 beigetreten war.